# جنبش بعل تشووا

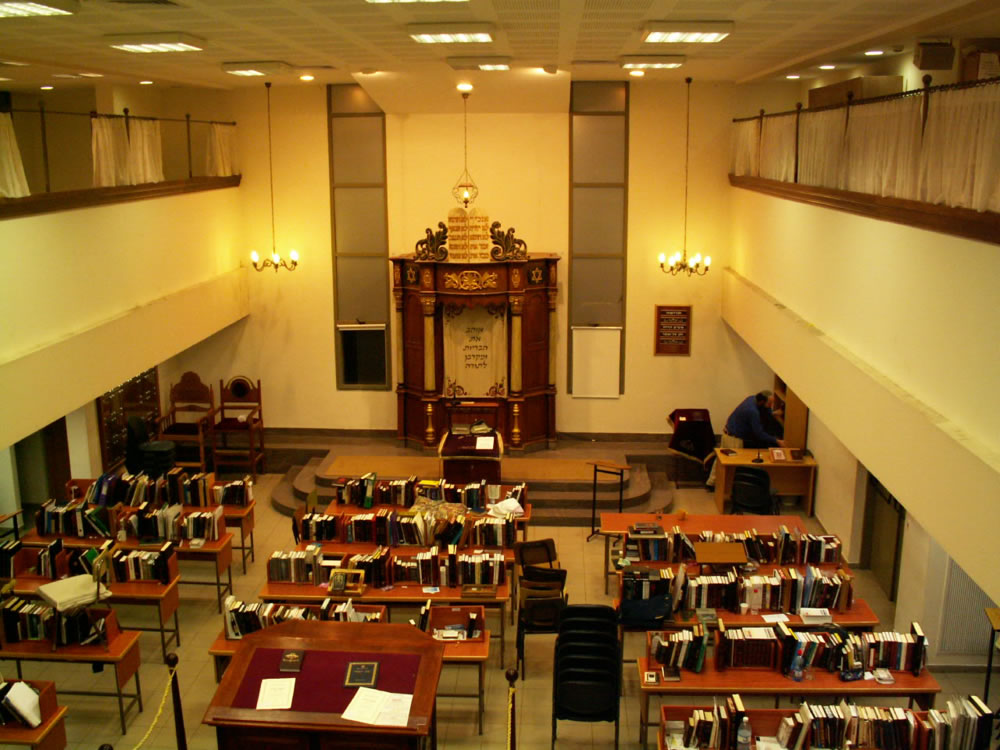
مدرسه دینی یشیوا "چشمهٔ مایر"، اورشلیم

جنبش بعل تشووا (انگلیسی: Baal teshuva movement) توصیفی از بازگشت یهودیان سکولار به یهودیت مذهبی است. اصطلاح بعل تشووا از تلمود است که به معنای واقعی کلمه «استاد (بعل) توبه (توبه در یهودیت)» است. این اصطلاح برای اشاره به یک پدیده جهانی در میان مردم یهودی استفاده می‌شود.